# Henri Lecouturier
Pour les articles homonymes, voir Lecouturier.
Charles-Henri Lecouturier, né le 6 mai 1819 à Condé-sur-Noireau et mort le 26 aout 1860 à Paris, est un journaliste politique et scientifique français.

## Biographie
Fils d’un officier de l’Empire de basse extraction, gravement blessé à la bataille d'Eylau, mort jeune, Lecouturier s’est retrouvé très tôt livré à lui-même. Ayant également perdu sa mère à peu près vers la même époque, sa famille voulut qu’il devienne avocat. Malgré sa répugnance pour des études qui convenaient peu à son esprit philosophique, épris de certitude et de concordance, il fit sa licence de droit à l’université de Caen, en 1840, mais ne voulut jamais plaider ni même faire son stage d’avocat.
Il préférait les vers, et en faisait, consacrant même à cette activité les loisirs que lui laissaient ses études du droit. Sa première œuvre fut un petit recueil formé de pièces détachées intitulé : Les Poètes malheureux. Déçu par le peu de succès de cet ouvrage publié à compte d’auteur, il conçut et exécuta le plan d’un roman ou poème tragi-comique intitulé Philopen, ou Le Sauvage breton, drame et dont le héros s’inspirait d’une espèce de sauvage qui vivait au XVIIIe siècle dans les rochers de Penmarc’h. Bien qu’il soit allé, accompagné d’un ami, consciencieusement interroger la tradition sur les lieux mêmes, quelques beaux vers, des passages heureux, ne pouvaient compenser un sujet mal choisi sur un plan défectueux, qui rencontra l’indifférence du public à sa parution.
Monté, en 1846, se perfectionner dans les lettres et les sciences à Paris, les cours qu’il suivit à la faculté des sciences de Paris lui révélèrent un monde d’idées tout nouveau et attirant. À partir de ce moment, il s’occupa exclusivement de sciences. Travailleur infatigable, il étudia successivement la chimie, la physique, l’histoire naturelle et enfin l’astronomie, sa science préférée. En quelques années, il devint l’un des hommes les plus instruits de son temps. 
Lors de la Révolution de 1848, il publia son premier essai intitulé Paris incompatible avec la République. La nouveauté des idées et les attaques passionnées de la critique fournit des acheteurs à cet ouvrage, dont il a donné une seconde édition sous le nouveau titre Le Paris des rois et le Paris du peuple. Peu de temps après, en 1850, il publie son grand œuvre, la Cosmosophie ou le Socialisme universel, résumé de ses études en politique. Aucun libraire n’ayant voulu éditer la Cosmosophie, il dépensa ses dernières ressources pour l’auto-éditer. Inconnu, sans appui dans la presse, son livre, qui porte la marque d’un esprit ardent et convaincu n’hésitant pas à pousser son système jusqu’aux dernières conséquences et à chercher la vérité dans le paradoxe, ne se vendit pas. Au bout d’un an, un libraire ayant bien voulu prendre le reste de l’édition au rabais, celui-ci s’écoula rapidement et les derniers exemplaires s’en vendirent très cher, à tel point que, peu de temps après, il en publia un abrégé populaire devenu très rare, sous le nouveau titre de la Science du socialisme universel.
Cet ouvrage a montré à Lecouturier la voie de l’écriture qu’il lui fallait suivre mais, alors que la chance commençait à lui devenir favorable, il perdit une femme sans fortune qu’il venait d’épouser. Pendant deux ans, il fut obligé de se livrer à des travaux obscurs. En 1854, le journal Le Pays lui offrit la place de rédacteur scientifique. Ses premiers articles montrèrent son sérieux. Il s’efforça de vulgariser, dans un langage simple et intelligible pour tous, les éléments des questions les plus ardues, sans jamais soutenir une hypothèse vide ou fausser le sens des faits : il faisait approuver tout ce qu’il faisait comprendre.
Ses premiers travaux ayant été remarqués, il fut appelé à la rédaction scientifique du Moniteur universel, essentiellement chargé de traiter les questions d’astronomie et de physique du globe. Particulièrement appréciés du public, la plupart de ces articles ont été reproduits dans un grand nombre de journaux. Conscient des services que pouvait rendre une publication scientifique à bon marché, à la fois populaire et sérieuse, il fonda en 1855, avec J. Collonge, la Science pour tous. Bientôt à l’étroit dans le cercle qui lui était tracé, il créa, au mois de mai de la même année, le Musée des Sciences sur le même plan, avec la coopération du journaliste et voyageur Félix Belly. Cet ouvrage, qui a été son œuvre de prédilection, lui a également occasionné un surcroit de travail qui a hâté le moment de sa mort. Il est mort, âgé de 41 ans seulement, dans toute la maturité du talent. Le chagrin qu’il éprouvait de la perte de sa femme et de sa sœur lui avaient laissé un fond de tristesse qu’il ne faisait voir que rarement à ses intimes amis.
Il s’était attaché plus spécialement, dans les dernières années de sa vie, à l’étude de l’astronomie, et il a enrichi cette science d’une carte de la lune et d’un ouvrage inachevé, le Panorama des mondes, dont il n’a pu faire que le premier volume, consacré à l’astronomie planétaire ; le second devait traiter de l’astronomie stellaire. Il a laissé en manuscrit un livre de météorologie que ses amis désiraient vivement voir publier. Il avait également fondé la Coloration industrielle, journal de chimie pratique pour les teinturiers. Oubliée pendant plus d’un siècle, sa Cosmosophie ou le Socialisme universel est aujourd’hui rééditée.

## Jugements
« Ce savant modeste et laborieux fut un homme simple et aimable, un excellent ami. Il était homme d’étude dans son cabinet, homme du monde partout ailleurs. On retrouvait dans sa conversation l’auteur de tant de récits clairs et saisissants. Son esprit élevé et délicat était aussi à l’aise dans les causeries littéraires que dans les plus sérieuses discussions philosophiques. L’étude des sciences, ou pour mieux dire la contemplation du vrai, avait fortifié son cœur et l’avait mis au-dessus de toutes les défaillances. Ceux qui ont joui de son intimité peuvent s’associer à cet éloge que lui adressait un écrivain de talent : « Vous avez le plus admirable courage que j’aie jamais connu. » […] Vous êtes si jeune et vous savez tant de choses, lui disait plus tard un des membres les plus distingués de l’Institut. »

## Publications
- Paris incompatible avec la République : plan d’un nouveau Paris où les révolutions seront impossibles, Paris, Desloges, 1848, 108 p., 1 vol. in-18 (lire en ligne).
- La Cosmosophie : ou le socialisme universel, Paris, l’auteur, 1850, 350 p., 1 vol. in-8° (lire en ligne).
- Le Paris des rois et le Paris du peuple, Paris, L’auteur, 1850, 106 p., in-12.
- La Science du socialisme universel : suivie de le Dieu de Proudhon, Paris, Ballard, 1850, 80 p., 1 vol. in-8° (lire en ligne).
- Histoire de France, par Anquetil : ouvrage entièrement refondu, Paris, Administration de librairie, 1851, gr. in-8° (lire en ligne).
- Philopen, ou le Sauvage breton : roman épique (en collaboration avec Adolphe Saunier), Troyes, L.-C. Cardon, 1851, 267 p., in-8° (OCLC 458976588, lire en ligne).
- Panorama des mondes, astronomie planétaire, dessins astronomiques par Ch. Bulard, bureaux du Musée des sciences 1858.
- La Lune : description et topographie (en collaboration avec Adolphe Chapuis), Paris, Librairie Centrale des Sciences, 1860, 102 p., 17 cm (OCLC 749416587, lire en ligne).